# 日記体小説
日記体小説（にっきたいしょうせつ）は、日記の形式で書かれた小説。フィクションであるという点で、単なる日記文学とは異なる。手紙形式で書かれた小説を指す「書簡体小説」という言葉は定着しているが、「日記体小説」という言葉は、日記形式の小説がそれなりに重要であるわりには、それほど使用されない。しかし、中村三春が使ったことがある。

## 日記体小説の実例
☆印の付いたものは主人公が時間を知れる状況または状態にない設定のため日付の記載がない。
- 『正義と微笑』（太宰治） - 俳優の堤康久の日記を元に書かれた小説である。
- 『リヴィアータン』(アルノ・シュミット)
- 『われら』 (エヴゲーニイ・ザミャーチン)
- 『コレクター』 (ジョン・ファウルズ)
- 『ウィトゲンシュタインの愛人』☆(デイヴィッド・マークソン)
- 『ライフ・アフター・ゴッド』(ダグラス・クープランド)
- 『野生の探偵たち』(ロベルト・ボラーニョ)
- 『木は我が帽子』(ジーン・ウルフ)
- 『この人を見よ』(後藤明生)
- 『焔の湖での自己洞察』(マーティン・エイミス)
- 『鍵』『瘋癲老人日記』（谷崎潤一郎）
- 『微笑面・改』(津原泰水)
- 『余計者の日記（英語版）』(ツルゲーネフ)
- 『センプリカ・ガール日記』(ジョージ・ソーンダーズ)
- 『崩壊』(F・スコット・フィッツジェラルド)
- 『狂人日記』(魯迅)
- 『狂人日記』(ギ・ド・モーパッサン)
- 『狂人日記』(色川武大)
- 『麻薬常用者の日記』☆(アレイスター・クロウリー)
- 『マイラ』(ゴア・ヴィダル)
- 『インディヴィジュアル・プロジェクション』（阿部和重）[1]
- 『黒い本』(ロレンス・ダレル)
- 『切り立つ崖から身を乗り出して』(イタロ・カルヴィーノ)
- 『誘惑者の日記』(キルケゴール)
- 『嘔吐』(サルトル)
- 『箱男』☆(安部公房)
- 『ボラード病』☆(吉村萬壱)
- 『黄色い壁紙』(シャーロット・パーキンス・ギルマン)
- 『呑み込まれた男』（エドワード・ケアリー）
- 『ぼくとマンディブル先生』(ドナルド・バーセルミ)
- 『オスカー・ワイルドの遺言』(ピーター・アクロイド)
- 『時間割』(ミシェル・ビュトール)
- 『ターナー日記』(ウィリアム・ピアース)
- 『アルジャーノンに花束を』（ダニエル・キイス）
- 『サラゴサ手稿』(ヤン・ポトツキ)
- 『ボクサー』（橋本治）
- 『殺人者の記憶法』☆(金英夏)
- 『凍』『フランス大使館員』(トーマス・ベルンハルト)
- 『ロリータ』☆(ウラジーミル・ナボコフ)
- 『地下室の手記』（フョードル・ドストエフスキー）
- 『銀河英雄伝説外伝 ユリアンのイゼルローン日記』（田中芳樹）
- 『ローラの日記』(ジェニファー・リンチ)
- 『モンスター・パニック』(マックス・ブルックス)
- 『妊娠カレンダー』(小川洋子)
- 『小説禁止令に賛同する』 (いとうせいこう)
- 『神様のパズル』（機本伸司）